# نامه ۹۰ امضایی
نامه ۹۰ امضایی، نامه‌ای انتقادی است که در اردیبهشت سال ۱۳۶۹ توسط اعضای جمعیت دفاع از آزادی و حاکمیت ملت ایران به رئیس‌جمهور وقت هاشمی رفسنجانی نوشته شد. اعضای جمعیت دفاع از آزادی، شخصیت‌های ملی-مذهبی بودند. انتشار این نامه به دستگیری و زندانی شدن ۲۳ تن از امضاکنندگان منجر شد و اقرار تلویزیونی برخی پخش شد. پس از امضای این نامه در داخل کشور، تعداد ۲۱۶ نفر از فعالان خارج کشور نیز حمایت خود را از آن اعلام کردند. بعدها خاطراتی از آن دوره منتشر شد.

## متن نامه
این نامه در بندهای چهارگانه نوشته شده بود و در تمام این موارد انتقاداتی را بر کارنامه ده ساله جمهوری اسلامی وارد نموده است. بندهای چهارگانه اصلی این نامه عبارت بودند از:
1. از نظر اقتصادی و اجتماعی و زندگی
2. از نظر آزادی و امنیت و از نظر معنوی و مدیریت
3. از نظر استقلال و بقا و بازنگری کشور
4. از نظر روابط جهانی و سیاست خارجی

در انتهای نامه سه درخواست ارائه شده بود:
1. جلوگیری از خلاف‌ها و خرابی‌ها و از انعقاد قراردادهای اسارت‌آور با بیگانگان، بدون نظارت ملی.
2. بازگرداندن حقوق قانونی مردم که در فصول سوم و پنجم قانون اساسی تصریح گردیده است به مردم و جلوگیری از سیاستهای سرکوبگرانه بعضی از نهادها.
3. آزاد گذاردن و تأمین فعالیت احزاب و جمعیتهای سیاسی و مطبوعات که فعالیت قانونی و علنی دارند، فرصت دادن خالی از دغدغه و آزار برای بحث و گفتگو و برخورد آراء و عقاید به منظور حل مشکلات و معضلات مملکتی و همکاری صمیمانه مردم و بالاخره امکان و استقرار حاکمیت قانونی ملت.

در انتهای نامه آمده است:
امضا کنندگان این بیانیه که در گذشته همواره با حکومتهای خودکامه و انحصارطلب در ستیز بوده‌اند و بسیاری از آنها به زندان و تبعید محکوم گشته‌اند، با اینکه به تجربه می‌دانند که ممکن است پس از انتشار آن از گزند بدخواهان در امان نباشند، مع‌الوصف بر پایه رضای حق و احساس وظیفه و به خاطر سعادت ملت ایران، این نامه را به مقام ریاست جمهوری ارسال داشته، از ایشان می‌خواهند که با دستور نشر آن در مطبوعات و رسانه‌های گروهی قدم اول را در اجرای خواسته‌های مردم و لغو سانسور بردارند و با عنایت و اجرای بندهای سه‌گانه بالا پاسخ سریع به انتظارات به حق ملت ایران بدهند.

## نویسندگان و امضا کنندگان
متن نامه را برخی فعالان نهضت آزادی و چهره‌های اپوزیسیون به نام جمعیت دفاع از آزادی و حاکمیت ملت ایران نوشته بودند. این نامه در تاریخ ۲۶ اردیبهشت ۶۹ منتشر شد.

برخی امضاکنندگان این نامه همچون مهدی بازرگان، یدالله سحابی، ابراهیم یزدی و علی‌اکبر معین‌فر ابتدای انقلاب مسئولیت داشتند و عضو دولت موقت بودند. ۹۰ نفری که این نامه را امضا کرده بودند عبارت اند از:
1. سید ابوالفضل زنجانی
2. مصطفی اخلاقی
3. علی اردلان *
4. امیرتوکل امیرابراهیمی *
5. محمد تقی انوری
6. غلامعلی اخروی
7. مهدی بازرگان
8. مرتضی بدیعی
9. عبدالله برهان‌مهر
10. محمد بسته‌نگار
11. عبدالعلی بازرگان *
12. سید صالح بنافتی
13. محمدحسین بنی‌اسدی *
14. محمدعلی بهنیا
15. فرهاد بهبهانی *
16. منوچهر بیات
17. رضا پویان
18. نورعلی تابنده *
19. عباس تاج
20. محمد توسلی حجتی *
21. غلامعباس توسلی
22. محمد توسلی
23. مهدی چهل‌تنی
24. حسین حریری
25. ابوالفضل حکیمی
26. عزت‌الله خلیلی
27. محمد خلیل‌نیا
28. علی خواجوی
29. هوشنگ خیراندیش
30. حبیب داوران *
31. جمال درودی
32. عبدالله رادنیا
33. محمد رسولیان
34. بهمن رضاخانی
35. شهریار روحانی
36. یدالله روشن اردلان
37. زین‌العابدین زاخری
38. اکبر زرینه‌باف *
39. کورش زعیم
40. یدالله سحابی
41. صادق سرفراز
42. عباس سمیعی
43. عزت‌الله سحابی *
44. حسین شاه‌حسینی *
45. ابوالفضل میرشمس شهشهانی *
46. هاشم صباغیان *
47. احمد صدر حاج‌سیدجوادی
48. رضا صدر *
49. حسن طالبی
50. اکبر طاهری
51. رحیم عابدی *
52. محمود عمرانی
53. ابراهیم عینکچی *
54. سید علی‌اصغر غروی *
55. سعید غفارزاده
56. جلال غنی‌زاده
57. مرتضی فاضلی
58. سرلشکر ناصر فربد
59. غفار فرزدی
60. حسن فرید اعلم
61. سرلشکر مرتضی فکور
62. عباس قائم‌الصباحی *
63. مصطفی کتیرایی
64. محمد علی گرجستانی
65. محمود مانیان
66. اسدالله مبشری
67. سید جواد مادرشاهی
68. علی مؤمنی
69. سرتیپ ناصر مجللی
70. علیقلی محمودی بختیاری
71. محمد محمدی اردهالی
72. سید رحمت‌الله میرحقانی
73. سید مصطفی مصطفوی
74. علی‌اکبر معین‌فر
75. تقی مکی‌نژاد
76. هرمز ممیزی *
77. خسرو منصوریان *
78. نظام‌الدین موحد *
79. رضا مسموعی
80. سید نورالله میراحمدی
81. مصطفی مسکین
82. حسن نامی
83. سرهنگ غلامرضا نجاتی
84. صادق نوبری
85. حسین نایب حسینی
86. علی وکیل
87. محمدهادی هادی‌زاده
88. علیرضا هندی
89. ابراهیم یزدی
90. حبیب یکتا

کسانی که با * مشخص شده‌اند، بعداً در این رابطه زندانی شدند.

## پیامدها
از آنجا که رسانه‌ای برای انتشار نامه وجود نداشت و تنها ابزار تکثیر آن توسط ماشین‌های پلی‌کپی و پخش آن بود، انتشار نامه به سختی صورت می‌گرفت ولی با این حال بازخورد آن مشاهده می‌شد و از جمله نامه‌ای با ۲۱۶ امضا توسط فعالان ایرانی خارج از کشور تهیه شد که متن نامه را تأیید می‌کرد.

### بازداشت امضاکنندگان
در خرداد همان سال (حدود یک ماه بعد از انتشار نامه) ۲۳ و به نقلی دیگر ۲۴ نفر از امضا کنندگان نامه بازداشت شدند و در بازداشتگاه توحید بین ۳ تا ۶ ماه مورد بازجویی قرار گرفتند و برخی از آنان ۲ تا ۳ سال محکوم به تحمل حبس شدند. برخی از آنان نیز اقرار تلویزیونی انجام دادند که این اقرارها در برنامه‌های مختلف از جمله برنامه هویت پخش گردید.
بازداشت نشدن همه امضاء کنندگان نامه، از سوی رسانه‌های منسوب به جمهوری اسلامی، دلیلی بر جرم محسوب نشدن اصل نامه مطرح شد. این رسانه‌ها مدعی بودند که رمزگشایی اسناد به دست آمده از سفارت آمریکا در تهران و دیگر شواهد به دست آمده از جاسوسی برخی از بازداشت شدگان برای آمریکا، دلیل بازداشت‌ها بود. هاشمی رفسنجانی رئیس‌جمهور وقت، در یک مصاحبه مدعی شد که کسانی که دستگیر شده‌اند، ماهیت جاسوسی برای آمریکا داشته‌اند. «نشر اکاذیب، توهین به مسئولان و مسائل امنیتی» از دلایل بازداشت این افراد عنوان شده بود.
در سال ۱۳۸۲ کتابی با عنوان در مهمانی  آقا: داستان یک اعتراف منتشر شد. در این کتاب دو تن از نویسندگان (حبیب داوران و فرهاد بهبهانی) خاطرات خود را از دوران بازداشت منتشر نموده‌اند و در آن به موارد شکنجه و فشار و دریافت اقرار تلویزیونی اشاره کرده‌اند. همچنین در جلد چهارم خاطرات توسلی، فصل هفتم با عنوان «خاطراتی از دستگیری و بازداشت سال ۱۳۶۹» جزییات این رخداد و شرح نحوه بازجویی‌ها و شکنجه‌ها و مدارک پیوست، منتشر شده است. در سال ۱۴۰۲ نیز یکی از بازداشت‌شدگان به نام محمد توسلی، دبیرکل وقت نهضت آزادی، مدعی شد که در مدت بازداشت، مورد شکنجه قرار گرفته است. این ادعا البته بعدها توسط نیروهای امنیتی تکذیب شد.
فرهاد بهبهانی یکی از مؤسسان جمعیت دفاع از آزادی و حاکمیت ملت ایران، به عنوان یکی از نویسندگان این نامه، دربارهٔ تأثیر بازداشت اعضاء این مؤسسه گفته است: «در سال ۱۳۶۴ با شرکت عده ای از اعضای نهضت آزادی و جبهه ملی و گروهی از منفردین تشکیل شد و در سال ۱۳۶۹ با دستگیری وسیعی از فعالان جمعیت، عملاً از کار افتاد.»

### نامه حمایت‌کنندگان خارج کشور
۲۱۶ نفر از فعالان سیاسی خارج از کشور ضمن تحسین امضا کنندگان نامه، آن را به عنوان کوشش جدیدی در گشودن گره کور مشکلات جامعه ستمدیده و سرکوب شده ایران و نجات سرنوشت آرمان‌های انقلاب ارزیابی کردند، آنها اعلام کردند رژیم ایران در دوران بیش از ۱۰ سال پس از انقلاب، با لگدمال کردن خونین آزادی‌ها، پافشاری بر استبداد و انحصار قدرت، تاراج ثروت کشور، تشدید وابستگی و ایجاد روابط پنهانی با کشورهای دیگر، علی‌رغم شعارهای عوام‌فریبانه و جنجالی نظیر مبارزه با امپریالیسم و بدحجابی و بی‌حجابی به منظور ارعاب و انحراف اذهان عمومی از مسئله اصلی، تمدید جنگ خانمانسوز و ویرانگر، تجاوز به ابتدایی‌ترین حقوق فردی به ویژه حقوق زنان و به مهاجرت کشاندن و راندن ظرفیت عظیم نیروی علمی و فرهنگی و فنی ایران به خارج از کشور، جامعه ایران را به هولناک‌ترین و فاجعه آمیزترین پرتگاه‌های تاریخ کشانده است.
۲۱۶ نفر از فعالان سیاسی خارج از کشور، سپس اعلام کردند، با آگاهی چنین شرایط خطیر و با اعتقاد راسخ بدین که رهایی جامعه ایران از این ورطه خطرناک تنها در سایه استقرار بی قید و شرط و کامل دموکراسی و حاکمیت ملی عملی است، از اقدام شجاعانه مبارزان آزادیخواه داخل کشور پشتیبانی می‌کنند.

#### امضا کنندگان نامه حمایتی خارج کشور
1. مهدی آذر
2. اسفندیاری
3. ابوتراب ابوترابی
4. مرتضی امینی
5. یحیی ارمجانی
6. ادریسی
7. سارا ادریسی
8. فروغ امینی
9. ناجی افشار
10. محمدتقی اقبال
11. حسن اسفندیار فرد
12. پرویز آزمون
13. علی امینی
14. بابک امیرخسروی
15. عباس احمدی
16. سید عبدالله ابهری
17. محسن اداری
18. حسن اعظمی
19. حسن اسمنی
20. بتول انفراد
21. تورج اتابکی
22. عسگر آهنی
23. رحیم انصاری لاری
24. اکبر اصغرپور
25. ربابه احمدی
26. حمید آزدی
27. ناهید اعظمی
28. محمد صادق اصغری
29. فرزانه اصغری
30. شاهین اعتمادی
31. سید قدرت‌الله اتابک
32. فرامرز افشار
33. خسرو افشار
34. فریدون امیر ابراهیمی
35. محمود برقعی
36. شهریار بهرامی
37. داریوش بهرامی
38. کیومرث بهرامی
39. کیانوش بهرامی
40. عطاءالله بهرامی
41. فرامرز بهنام
42. غلامحسین باقرزاده
43. محمد تقی برومند
44. آرش برومند
45. حمید بهمنی
46. شریفه بنی هاشمی
47. حمید بردی نافعی
48. پایدار
49. فرامرز پاکزاد
50. فرهاد پرتویی
51. یونس پارسا بناب
52. مهدی پناهی پور
53. کوروش پروین
54. اصغر پورکاشانی
55. مسعود توانگر
56. احمد تقوایی
57. اسدالله ترابی
58. خسرو توفیق
59. فریدون تنکابنی
60. اعظم جوادی
61. سیروس جاوید
62. جعفر جهانبخش
63. علی چنگیزی
64. رضا چرندابی
65. حسین جلالی
66. شاهرخ حقیقی
67. عزیز حجتی
68. بهروز حقی
69. فرشاد حامدی
70. مهدی حائری
71. علی حافظی
72. محمد علی خلیلی
73. مهدی خانبابا تهرانی
74. کامیار خلیلی
75. جواد خرم
76. رحمت خاقانی
77. نسیم خاکسار
78. کاویان دولت‌آبادی
79. نوری دهکردی
80. ارمغان دبستانی
81. نورالدین داوری
82. هایده رضوی
83. شهرام رحیمی
84. مسعود رضازاده نیک‌بخت
85. عزیزالله رفیعی
86. علی‌رضا
87. توکل روحی
88. مجتبی راجی
89. محمود رفیع
90. نوشین رفیعی
91. حسین رضانیا
92. محمدرضا رحیمی
93. حمیدرضا رحیمی
94. فتحیه زرکش یزدی
95. گشتاسپ زندوکیلی
96. نادره زریباف
97. حسین زندیه
98. فرهاد سمنار
99. سیاوشی
100. تقی سمساری لنگرودی
101. مهدی سلیمانی
102. بهروز سعادتی
103. ثریا سعادتی
104. علی سیف امیر حسینی
105. سیاوش سیاه کمری
106. میکائیل سیفی
107. محمد سردانی (طارمی)
108. ساسان سعادتی
109. زری سردانی
110. منوچهر شاهدوست
111. رضوانه شجاعی
112. حسن شمسایی
113. مهدی شاطرکریم
114. مهدی شیروانی
115. فرخ شهابی
116. پرویز شوکت
117. سیاوش صبا
118. باقر صمصامی
119. نهضت صالحیان (فرنودی)
120. منوچهر صالحی
121. فریدون صانعی
122. حسن صمدیان
123. احمد صراف برین
124. حمزه صراحتی
125. بیژن صوفی
126. حسین طباطبایی پور
127. پروین طاهری
128. احمد طاهری
129. علی طباطبایی
130. ناصر طهماسبی
131. بیژن طایی
132. رضا علامه زاده
133. میرزا آقا عسگری (مانی)
134. عارف عارف نیا
135. احمد علی بابایی
136. رحمان علوی
137. قوام الدین علوی
138. عزیز غفاری
139. سیمین فتح الهی فرد
140. اردشیر فتح الهی فرد
141. صدیقه فاضل
142. فهیمه فرسایی
143. حسن فریدونی
144. مهدی فرهناک
145. فرهاد فرجاد
146. مهین فرج زاده
147. شیرین فروغی
148. حمید قانونی
149. مهدی قنبری
150. عباس غیاثی
151. محمد قاضی طباطبایی
152. محسن قائم مقامی
153. کامبیز قائم مقامی
154. نهضت قبایی
155. خسرو قدیری
156. خسرو قدسی
157. رضا قنادان
158. مرتضی قهرمانی
159. مصطفی قهرمانی
160. رحمان کریمی
161. بیژن کوشان
162. مسعود کریم نیا
163. اکبر کرمانی فر
164. محمد علی گلستان
165. فرهاد گل افرا
166. فاطمه گلپایگانی
167. انوشیروان کیا
168. جواد کوروش
169. محمود کرد درون کلاهی
170. اصغر گیتی بین
171. امیرحسین گلاب
172. عبدالله گودرزی
173. محمد علی گیو
174. قاسم لباسچی
175. مجید لباسچی
176. حبیب لطفی
177. محمد مبلغی اسلامی
178. محمد علی مقدم زاده
179. امیر معیری
180. محمد مهدی پور
181. مهران میرفخرایی
182. حسن ماسالی
183. حسن علی مهندس
184. محمد محمودی
185. زیبا فخاری
186. صادق محمودی
187. علی مقدادی
188. هوشمند ممتاز
189. حسن محفوظی
190. اسفندیار منفردزاده
191. محمود راسخ
192. تی ملک اسماعیلی
193. محمود مقصودی
194. ملیحه مصدقی
195. اکرم محمدی
196. بهمن مفید
197. محمد محرابی
198. عذرا محسن زاده
199. خسرو ناقد
200. حسین منتظر حقیقی
201. علی نوروزی
202. سعید نفیسی
203. مصطفی نکومرام
204. لیدا وزیری
205. شاپور وزیری
206. لادن وزیری
207. اردشیر هوشی
208. محمد علی همایون کاتوزیانی
209. محمد هنجنی
210. کامبیز همایون
211. فرهاد یاسایی
212. الهه یمینی
213. میکائیل سیفی
214. سارا یوشین
215. اکبر فنی پور
216. حسین طاهر پور

### نامه‌های جدید به رئیس‌جمهور آن زمان
عزت‌الله سحابی و فرهاد بهبهانی دو نامه در سال ۱۳۷۵ به هاشمی رفسنجانی نوشتند و از بازداشت آن زمان و پخش اقرار تلویزیونی که در آن سال در برنامه هویت در حال پخش بود شکایت کردند. در سال ۱۳۷۸ که رفسنجانی بار دیگر در انتخابات مجلس کاندیدا شده بود مجدداً بحث زندانی شدن نویسندگان نامه در مطبوعات مطرح شد. نامه دیگری با ۲۰ امضا خطاب به هاشمی رفسنجانی نوشته شد که در آن به زندانی شدن و شکنجه ۲۳ نفر از نویسندگان نامه اشاره و گفته شد که ۳ نفر از آنها (امیرتوکل امیرابراهیمی، اکبر زرینه‌باف و ابراهیم عینکچی) در اثر عوارض مصائب زندان، مدت کوتاهی پس از آزادی درگذشته‌اند.

### دیدگاه علی خامنه‌ای
در سال ۸۲، علی خامنه‌ای، رهبر وقت جمهوری اسلامی، با اشاره به این نامه، آن را با نامه منتشر شده در سال ۱۳۸۲ از سوی نمایندگان مجلس به خودش مقایسه کرد. در اسفند ۱۴۰۱ نیز خامنه‌ای در دیداری که با اعضای مجلس خبرگان داشت، به این نامه اشاره کرد و گفت، نویسندگان این نامه را چنین توصیف کرد: «کسانی که خودشان و شخصیت‌شان در معرض نابودی و ویرانی است، همه چیز را از این زاویه می‌بینند». او این نامه را «سراسر یاس‌آفرین» لقب داد.

## برای مطالعهٔ بیشتر
- متن کامل نامه
- خبرنامه تیرماه ۱۳۶۹ جمعیت دفاع از آزادی و حاکمیت ملت ایران، سال پنجم، شماره ۴
- کتاب در مهمانی آقا
- واکنش علی خامنه‌ای به نامه در سال ۱۴۰۱